# Parafia Wniebowzięcia Najświętszej Maryi Panny w Zagórzu (archidiecezja krakowska)
Parafia Wniebowzięcia Najświętszej Maryi Panny w Zagórzu – parafia rzymskokatolicka należąca do dekanatu Babice archidiecezji krakowskiej w Zagórzu.
Została erygowana 3 kwietnia 1982 roku przez kard. Franciszka Macharskiego.